# 臺北熊讚女子足球隊
臺北熊讚PlayOne女子足球隊，簡稱為臺北熊讚PlayOne，從2017年開始參加台灣木蘭足球聯賽。

## 簡介
2017年由PlayOne有限公司與國立台灣師範大學合作籌組並由臺北市政府冠名贊助的臺北Playone女子足球隊誕生。2017年4月23日，首次在木蘭聯賽出賽，對手為新竹F.C.，以4比3獲勝，2017年賽季最終以亞軍坐收。2019年，球隊更名為臺北熊讚女子足球隊，於2023年更名為臺北熊讚PlayOne女子足球隊。

## 隊職員及球員名單
更新日期：2021年4月19日 
| 領隊     | 黃常斌                |
| 球隊經理 | 羅涵靖                |
| 總教練   | Oliver Lazarus Harley |
| 教練     | 江佩凌                |
| 防護員   | 蕭星雲                |

註釋：國旗表示球員在國際足聯資格規則定義的國家隊。球員可能擁有一個以上非國際足聯國籍。
| 號碼 |          | 位置 | 球員                       |
| ---- | -------- | ---- | -------------------------- |
| 1    | 臺灣地區 | 门将 | 羅涵靖（ 1996 年1月14日）  |
| 2    | 臺灣地區 | 后卫 | 章紫諾 （ 1999 年6月23日） |
| 3    | 臺灣地區 | 后卫 | 余宛貞（ 2000 年4月28日）  |
| 4    | 臺灣地區 | 后卫 | 劉玟伶（ 2000 年2月9日）   |
| 5    | 臺灣地區 | 前锋 | 吳芷瑩（ 2000 年9月27日）  |
| 6    | 臺灣地區 | 中场 | 王羿婷（ 1999 年10月7日）  |
| 7    | 臺灣地區 | 中场 | 丁家英（ 2002 年1月25日）  |
| 8    | 臺灣地區 | 后卫 | 陳若瑋（ 2001 年11月28日） |
| 9    | 臺灣地區 | 前锋 | 楊雅婕（ 1999 年1月8日）   |
| 10   | 臺灣地區 | 后卫 | 潘聖華（ 2001 年3月25日）  |
| 11   | 臺灣地區 | 中场 | 梁凱柔（ 1999 年3月26日）  |
| 12   | 臺灣地區 | 中场 | 林慈慧（ 1999年10月11日）  |

| 號碼 |          | 位置 | 球員                       |
| ---- | -------- | ---- | -------------------------- |
| 13   | 臺灣地區 | 中场 | 何忻柔（ 2002 年3月5日）   |
| 14   | 臺灣地區 | 前锋 | 林欣卉（ 2002 年2月6日）   |
| 15   | 臺灣地區 | 前锋 | 楊 萱（ 1999 年9月14日）   |
| 16   | 臺灣地區 | 后卫 | 莊芷逸（ 2001 年5月27日）  |
| 17   | 臺灣地區 | 后卫 | 謝宜玲（ 1988 年1月15日）  |
| 18   | 臺灣地區 | 门将 | 許瑗庭（ 1998 年12月17日） |
| 19   | 臺灣地區 | 中场 | 簡奇陞（ 2001 年9月12日）  |
| 20   | 臺灣地區 | 前锋 | 高妤晴（ 1999 年10月23日） |
| 21   | 臺灣地區 | 门将 | 王郁婷（ 2001 年5月27日）  |
| 22   | 臺灣地區 | 门将 | 曾珉嫻（ 2000 年11月10日） |
| 23   | 臺灣地區 | 中场 | 林雅涵（ 1990 年12月15日） |

## 外部連結
- 臺北Playone女子足球隊的Facebook專頁
- 臺北熊讚女子足球隊的Facebook專頁
- 官方網站 （页面存档备份，存于）
- 中華民國足球協會 （页面存档备份，存于）